# Tirítace
Tirítace (en grec antic: Τυριτάκη, Tyritace) o Dia (en grec antic: Δῖα, Dīa) va ser una antiga colònia grega del Regne del Bòsfor, situada a la part oriental de la Tàurida, a uns 11 km al sud de Panticapea. S'identifica provisionalment amb les ruïnes de Kamysh-Burun (Arshintsevo) del districte de Kertx, a la vora de l'estret de Kertx.
Hi ha poques referències a Tirítaceen les fonts literàries antigues Estèfan de Bizanci, Pseudo-Eli Herodià, Claudi Ptolemeu, Pseudo-Arrià, i Plini el Vell. Les primeres excavacions serioses, iniciades el 1932 (encapçalades per J. Marti), continuaren els anys 1946-1957 per part de la gran Expedició del Bòsfor dirigida per professor V. Gaidukievich. Durant les dècades del 1970 i 1980, el terreny de Tirítaceva ser excavat per una expedició del Museu de Kertx encapçalada per D. Kirilin i O. Shevelev, i a partir del 2000 pel projecte Ciutat del Bòsfor Tyritake dirigit per professor V. Zin'ko. El 2008 es va unir al projecte la Missió Arqueològica Polonesa Tyritake del Museu Nacional de Varsòvia, amb Alfred Twardecki com a director.
Tots aquests projectes arqueològics van poder establir que la colònia, fundada a mitjans del segle vi aC, era especialitzada en artesania i viticultura. Els primers segles després de Crist, la producció de la pesca i el vi es va convertir en el puntal econòmic de la ciutat. Tirítaceva ser saquejada pels gots en el segle iii i novament al segle iv pels huns, però un assentament al lloc va continuar fins a l'edat mitjana.